# Andre Jacobs
André Jacobs (n. 31 de marzo de 1961, Sudáfrica) es un actor de televisión, cine y teatro sudafricano.

## Inicios
Estudió drama con Rita Maas de 1973 a 1976 y continuó con su educación en el London Academy of Music and Dramatic Art (LAMDA) entre 1976 y 1977.
Jacobs ha actuado en numerosos papeles para la televisión local sudafricana, incluyendo Egoli, Die Binnekring, Scoop Schoombie, Backstage, Charlie Jade, Orion, Going Up Again, The Legend of the Hidden City y League of Glory. 
También ha actuado en diversas series de televisión como The Adventures of Sinbad, Tarzan: The Epic Adventures, CI5: The New Professionals, Crusoe, Silent Witness, Tropical Heat and The Runway.
Adicionalmente ha aparecido en miniseries de televisión, entre las cuales se encuentra Crocodile Pond, The One That Got Away, Mandela and the Klerk, The Red Phone: Manhunt, The Poseidón Adventure, Avenger, Natalee Holloway, Auftrang in Afrika y The Lost Future and Treasure Guards.
También tiene e su haber varios papeles en cine, Paradise Road, The Emissary, In the Name of Blood, Pursuit, Course of the Crystal Eye, Curse lll: Blood Sacrifice, Prey for the Hunter, Demon Keeper, Pirates of the Plain, Second Skin, Styx, The Wooden Camera, The Bone Snatcher, In My Country, Wake of Death, Out on a Limb, Hansie, Citizen Veredict, Country of My Skull, Goodbye Bafana, Flood, Invictus and Black Venus entre otros.
Para el público en general es más conocido por su papel como De Groot, miembro principal de la tripulación de los barcos Spanish Man O'War y el Walrus en la serie de temática pirata Black Sails, al aire entre 2014 y 2017.